# Штыков, Валерий Иванович
Валерий Иванович Штыков (род. 1941) — советский и российский учёный в области мелиоративных систем, инженерно-биологических водоохранных сооружений, член-корреспондент РАСХН (1995), член-корреспондент Российской академии наук (2014).

## Биография
Родился 28 мая 1941 года в Ленинграде. Окончил Ленинградский политехнический институт (1967).
- 1967—1970 ассистент кафедры гидравлики Иркутского политехнического института.
- 1970—1973 аспирант и одновременно младший научный сотрудник Северного НИИ гидротехники и мелиорации (СевНИИГиМ).
- 1973—1997 младший научный сотрудник, руководитель группы, старший научный сотрудник лаборатории осушения, с 1978 зав. лабораторией охраны использования вод, с 1985 зам. директора по научной работе, с 1992 директор Северного НИИ гидротехники и мелиорации.
- с 1997 заведующий кафедрой Петербургского государственного университета путей сообщения, одновременно в 1998—2005 директор Северо-Западного филиала Российского НИИ комплексного использования и охраны водных ресурсов.

Специалист в области фильтрации в мерзлых грунтах и засыпках закрытых дренажей, осушительно-вентилируемых и осушительно-аэрационных мелиоративных систем, инженерно-биологических водоохранных сооружений. Основатель научной школы по проблеме осушения и создания экологически безопасных гидромелиоративных систем.
Доктор технических наук (1989), профессор (1994), член-корреспондент РАСХН (1995), член-корреспондент РАН (2016).

## Награды, премии, другие отличия
Лауреат премии Совета Министров СССР (1985). Награждён медалью «За трудовую доблесть» (1986).

## Труды
Опубликовал более 150 научных трудов, в том числе 9 книг и брошюр, из них 3 монографии. Получил 9 авторских свидетельств и 3 патента на изобретения.
Сочинения:
- Методические указания по проектированию засыпок закрытых дренажей в зоне сезонного промерзания / Сев. НИИ гидротехники и мелиорации. — Л., 1980. — 35 с.
- Использование сточных вод для орошения и удобрения полей / соавт.: В. К. Пестряков, Я. З. Шевелев. — Л.: Лениздат, 1986. — 174 с.
- Использование стоков животноводческих комплексов на специализированных системах / соавт.: Я. З. Шевелев и др. — М.: Россельхозиздат, 1987. — 87 с. — (Б-чка мелиоратора).
- Правила технической эксплуатации оросительных систем с использованием животноводческих стоков. — Л.: СевННИГиМ, 1988. — 62 с.
- Бесполостной дренаж: гидравлическое обоснование, расчет и эффективность действия / соавт. С. Г. Гордиенко. — СПб., 1997. — 224 c.
- Гидравлические основы водоохранных сооружений: в 2 ч. — СПб., 2002—2004.
- Руководство по мелиорации полей / соавт.: Г. Г. Гулюк и др. — СПб.: Изд-во Политехн. ун-та, 2007. — 237 с.
- О ликвидации прудов, малых, средних водохранилищ с последующей рекультивацией ложа и береговой полосы / соавт. А. Н. Попов; Петерб. гос. ун-т путей сообщ. и др. — Екатеринбург, 2013. — 102 с.